# Jean-Paul Rouve

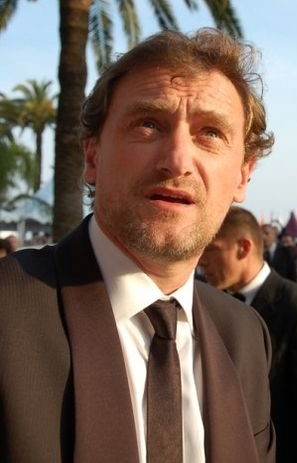
Jean-Paul Rouve

Jean-Paul Rouve (* 26. Januar 1967 in Malo-les-Bains) ist ein französischer Schauspieler und Regisseur. In Frankreich wurde er einem großen Publikum als Teil der Komikertruppe Les Robins des Bois bekannt. In Deutschland konnte man ihn in Zwei ungleiche Freunde in der Rolle des Claude Mendelbaum sehen.

## Leben
Rouve, ein Bewunderer von Patrick Dewaere, hat mit Nebenrollen angefangen wie der eines Anwalts in dem Film Tanguy – Der Nesthocker oder der des Kollaborateurs Pierre-Jean Lamour in dem Film Monsieur Batignole, eine Rolle, für die er als bester männlicher Nachwuchsschauspieler den César erhielt. Zunehmend spielte er, beflügelt durch seinen Erfolg, bedeutendere Rollen wie beispielsweise neben Gérard Depardieu in Zwei ungleiche Freunde. 2010 erschien er in dem Film Adèle und das Geheimnis des Pharaos. Er wirkte auch in dem Film Asterix & Obelix: Mission Kleopatra als Römer Antivirus mit. 2011 war er an der Seite von Isabelle Nanty in dem Film Die Tuschs – Mit Karacho nach Monaco! und neben Sophie Quinton in Who Killed Marilyn? zu sehen. Weitere Film- und Fernsehauftritte folgten. Sein schauspielerisches Schaffen umfasst mehr als 80 Produktionen.
Seit 2008 tritt er auch als Regisseur in Erscheinung, bislang verantwortete er vier Filme.

## Filmografie (Auswahl)
Als Schauspieler
- 1993–1999: Julie Lescaut (TV-Serie, 23 Folgen)
- 1998: Karnaval
- 2001: Tanguy – Der Nesthocker (Tanguy)
- 2002: Asterix & Obelix: Mission Kleopatra (Astérix & Obélix: Mission Cléopâtre)
- 2002: Monsieur Batignole
- 2003: Les clefs de bagnole
- 2004: Mathilde – Eine große Liebe (Un long dimanche de fiançailles)
- 2005: Boudu
- 2005: Zwei ungleiche Freunde (Je préfère qu’on reste amis …)
- 2006: Hilfe, Ferien! (Nos jours heureux)
- 2007: Die Schatzinsel (L’île aux trésors)
- 2007: La vie en rose (La môme)
- 2010: Adèle und das Geheimnis des Pharaos (Les aventures extraordinaires d’Adèle Blanc-Sec)
- 2011: Die Tuschs – Mit Karacho nach Monaco! (Les Tuche)
- 2011: Who Killed Marilyn? (Poupoupidou)
- 2013: Zwischen den Wellen (En solitaire)
- 2015: Aladin – Tausendundeiner lacht! (Les Nouvelles Aventures d'Aladin)
- 2017: Das Leben ist ein Fest (Le sens de la fête)
- 2018: Aladin – Wunderlampe vs. Armleuchter (Alad'2)
- 2018: Les Tuche 3: Liberté, Égalité, FraterniTuche
- 2019: Je voudrais que quelqu’un m’attende quelque part
- 2019: Der Junge und die Wildgänse (Donne-moi des ailes)
- 2022: Polar Park – Eiskalte Morde (Polar Park) (TV-Serie, 6 Folgen)

Als Regisseur
- 2008: Sans arme, ni haine, ni violence
- 2012: Quand je serai petit
- 2014: Zu Ende ist alles erst am Schluss (Les souvenirs)
- 2018: Lola et ses frères